# 上马格什塔特
上马格什塔特（法語：Magstatt-le-Haut，发音：[makʃtat lə o]；德语：Obermagstatt）是法国上莱茵省的一个市镇，属于米卢斯区（Mulhouse）布伦什塔特县（Brunstatt）。该市镇总面积3.91平方公里，2009年时的人口为270人。

## 人口
上马格什塔特人口变化图示